# Bošnjak (wieś)
Bošnjak (cyr. Бошњак) – wieś w Serbii, w okręgu braniczewskim, w gminie Petrovac na Mlavi. W 2011 roku liczyła 341 mieszkańców.